# Herpetotheriidae
Los herpetotéridos (Herpetotheriidae) son una familia extinta de mamíferos metaterios. Aunque han sido a veces situados en la familia de las actuales zarigüeyas (Didelphidae, como la subfamilia Herpetotheriinae), en realidad forman el clado hermano de todos los marsupiales actuales. Las especies de esta familia son generalmente considerados como terrestres. Los fósiles de herpetotéridos se han hallado en Norteamérica, Asia, Europa, África y quizás Suramérica. Su más antiguo representante es Maastrichtidelphys de finales del Cretácico (Maastrichtiense) de Holanda y el miembro más reciente es Amphiperatherium del Mioceno medio de Europa.

## Taxonomía
La familia incluye los siguientes géneros:
- Amphiperatherium (Eoceno Inferior al Mioceno Medio, Europa; sinónimos: Oxygomphius, Microtarsioides, Ceciliolemur)
- Asiadidelphis (Eoceno Superior a Oligoceno Inferior, Kazajistán y Pakistán)[6]
- Copedelphys (Eoceno Superior a Oligoceno Superior, Norteamérica)
- Entomacodon (Eoceno Medio, Norteamérica; sinónimo: Centracodon)
- Herpetotherium (Eoceno Inferior a Mioceno Medio, Norteamérica)
- Maastrichtidelphys (Maastrichtiense, Europa)[7]
- Nortedelphys (Lanciense, Norteamérica)[8]
- Peratherium (Eoceno Inferior a Mioceno Temprano, Europa; Oligoceno Temprano, África;[9] sinónimos: Alacodon, Qatranitherium)
- Swaindelphys[10] (Paleoceno Inferior, Norteamérica)
- Thylacodon[11] (Paleoceno Inferior, Norteamérica)

Los siguientes géneros han sido situados en la familia, pero su posición es disputada u obsoleta:
- Garatherium (Eoceno Inferior de Argelia) – posiblemente un euterio adapisoricúlido[12]
- Indodelphis (Eoceno Inferior de India) – originalmente referido a Peradectidae[13]
- Jaegeria (Eoceno de India) – un murciélago[14]
- Rumiodon (Paleógeno de Perú) – clasificación incierta[15]